# Vyskytná nad Jihlavou
Vyskytná nad Jihlavou é uma comuna checa localizada na região de Vysočina, distrito de Jihlava.